# Timika
Timika is een snelgroeiende stad in de Indonesische provincie Papoea en is de hoofdstad van het regentschap Mimika. De stad ligt vlak bij het nationaal park Lorentz en de Grasbergmijn (van het amerikaanse bedrijf Freeport-McMoRan), de grootste goudmijn ter wereld. De naam Timika komt van het Nimy-volk uit het dorp Timika Pantai ("Kust-Timika").
De stad vormt een doorvoerhaven voor de mineralen die er worden gewonnen en de woonplaats van de werknemers van de mijn en vele goudzoekers. Veel inwoners komen uit andere gebieden van Indonesië (zogenaamde pendatang), zoals transmigranten uit Java en handelaren uit Sulawesi. De rest bestaat met name uit mannen van Papoea-volken als de Amungme (uit de bergen), Dani (uit de Baliemvallei) en Kamoro (uit het kustgebied). De stammen Amungme en Kamoro die er vroeger woonden werden door Freeport met steun van de overheid (die wel vervangende woonruimte eiste maar compensatie voor verlies van jachtgronden niet nodig achtte) hervestigd naar de krottenwijk (Kampoeng) Kwamki Lama ten noorden van de stad. De Amerikaanse medewerkers van de Graslandmijn wonen in de bewaakte luxueuze wijk Kuala Kencana (met de golfbaan  Klub Golf Rimba Irian) nog noordelijker van de stad. 
In 1936 werd tijdens de Carstensz-expeditie door de Nederlandse geoloog Jean Jacques Dozy nabij Timika de Ertsberg (Tenggogoma) ontdekt, rijk aan mineralen. In 1967 werd begonnen met de ontsluiting hiervan en de aanleg van een luchthaven. In 1980 werd besloten tot de uitleg van de stad Timika.
De nabijheid van de mijn en de snelle groei van de stad vormen een bedreiging voor het nationaal park en het omringende milieu. Vanwege de activiteiten van de Papoearebellen van de Organisasi Papua Merdeka zijn er veel Indonesische militairen aanwezig.
Direct ten noorden van de stad ligt de gelijknamige luchthaven Timika. De mijnbouwstad Tembagapura ("koperstad") van Freeport ligt hemelsbreed ongeveer 50 kilometer ten noordoosten van Timika.